# Ždírec nad Doubravou
Ždírec nad Doubravou (tyska: Zdiretz an der Doubrawa) är en stad i Tjeckien. Den ligger i regionen Vysočina, i den centrala delen av landet. Ždírec nad Doubravou ligger 545 meter över havet och antalet invånare är 3 148.